# Erick Hawkins
Erick Hawkins, alla nascita Frederick Hawkins, (Trinidad, 23 aprile 1909 – New York, 23 novembre 1994), è stato un ballerino e coreografo statunitense.

## Primi anni
Nato a Trinidad, in Colorado, il 23 aprile 1909, si è laureato in civiltà greca all'Università di Harvard, laureandosi nel 1930. Uno spettacolo dei ballerini tedeschi Harald Kreutzberg e Yvonne Georgi lo ha colpito a tal punto che andò in Austria per studiare danza con Kreutzberg. Successivamente studiò alla School of American Ballet.

## Carriera
Presto ballò con l'American Ballet di George Balanchine. Nel 1937, coreografò la sua prima danza, Show Piece, che fu eseguita da Ballet Caravan. L'anno successivo Hawkins fu il primo uomo a ballare con la compagnia della famosa ballerina e coreografa moderna Martha Graham. L'anno seguente si unì ufficialmente alla sua troupe, danzando come protagonista maschile in molte sue opere, inclusa Appalachian Spring nel 1944. Si sposarono nel 1948. Lasciò la sua troupe nel 1951 per fondarne una sua e divorziarono nel 1954.
Non molto tempo dopo incontrò la compositrice sperimentale Lucia Dlugoszewski e iniziò a collaborare con lei. Si sposarono e rimasero insieme per il resto della vita.
Dopo aver lasciato la compagnia Graham, il lavoro di Hawkins si sviluppò in una direzione unica e diversa. Hawkins si mosse verso una visione estetica distaccata dalla psicologia realistica, dalla trama, dai programmi sociali o politici, o dal semplice analogo musicale. Importanti influenze furono le danze degli indiani d'America, l'estetica giapponese, il pensiero Zen, così come i classici greci. In qualche modo portò la danza in una direzione simile a quella in cui i pittori astratti stavano portando l'arte, anche se non gli piaceva la parola "astratto". Ciò fu accompagnato da una ridefinizione della tecnica di danza secondo i principi della kinesiologia recentemente afferrati, creando un ponte verso studi somatici successivi. La famosa affermazione di Hawkins era "Il corpo è un luogo chiaro".
Hawkins promosse i compositori contemporanei e insisteva per esibirsi nella musica dal vivo. La Erick Hawkins Dance Company fece un tour con l'Hawkins Theatre Orchestra, un ensemble di sette o più strumentisti più il direttore d'orchestra. Oltre a Lucia Dlugoszewski, i suoi collaboratori comprendevano i compositori Virgil Thomson, Alan Hovhaness, Lou Harrison, Henry Cowell, Dorrance Stalvey, Tōru Takemitsu; gli artisti visivi Isamu Noguchi, Ralph Dorazio, Helen Frankenthaler e Robert Motherwell.

## Opere
Works choreographed by Erick Hawkins

### 1930
- Showpiece (1937) anteprima Bennington College, Bennington, Vermont.  Ballerini: Members of Ballet Caravan.  Musica di Robert McBride

### 1940
- Insubstantial Pageant (1940) anteprima 92ª Strada Y, New York, NY. Ballerino: Erick Hawkins. Musica di Lehman Engel
- In Time of Armament (1941) anteprima 92ª Strada Y, New York, NY. Ballerino: Erick Hawkins. Musica di Hunter Johnson
- Liberty Tree (1941), anteprima 92ª Strada Y, New York, NY. Ballerino: Erick Hawkins. Musica di Ralph Gilbert
- Trickster Coyote (1941), (revived in 1965 and 1983) anteprima 92ª Strada Y, New York, NY. Ballerino: Erick Hawkins. Musica di Henry Cowell
- Curtain Raiser (1942) anteprima 92ª Strada Y, New York, NY. Ballerino: Erick Hawkins. Musica di Aaron Copland
- Primer for Action (1942) anteprima 92ª Strada Y, New York, NY. Ballerino: Erick Hawkins. Musica di Ralph Gilbert
- Yankee Bluebritches (1942) anteprima 92ª Strada Y, New York, NY. Ballerino: Erick Hawkins. Musica di Hunter Johnson
- The Parting (1943) anteprima 92ª Strada Y, New York, NY. Ballerini: Jean Erdman, Erick Hawkins. Musica di Hunter Johnson
- Saturday Night (1943) anteprima Sweetbriar College, Sweetbriar, Virginia. Ballerini: Muriel Brenner, Erick Hawkins. Musica di Gregory Tucker
- The Pilgrim's Progress (1944) anteprima 92ª Strada Y, New York, NY. Ballerino: Erick Hawkins. Musica di Wallingford Riegger
- John Brown (1947) (revived as God's Angry Man 1965 and 1985) anteprima Constitution Hall, Philadelphia, PA. Ballerino: Captain John Brown: Erick Hawkins. Musica di Charles Mills (1914–1982)
- Stephen Acrobat (1947) anteprima Ziegfeld Theatre, New York, NY. Ballerino: Stuart (Gescheidt) Hodes, Erick Hawkins. Musica di Robert Evett
- The Strangler (1948) anteprima Palmer Auditorium, American Dance Festival at Connecticut College. Ballerino: Oedipus: Eric Hawkins, Sphinx: Anne Meacham, Chorus: Joseph Wiseman. Musica di Bohuslav Martinů

### 1950
- Openings of the (eye) (1952) anteprima 92ª Strada Y, New York, NY. Ballerino: Erick Hawkins. Musica di Lucia Dlugoszewski
- Bridegroom of the Moon (1952) anteprima 92ª Strada Y, New York, NY. Ballerino: Erick Hawkins. Musica di Wallingford Riegger
- Black House (1952) anteprima, 92ª Strada Y New York, NY. Ballerino: Erick Hawkins. Musica di Lucia Dlugoszewski
- Lives of Five or Six Swords (1952) anteprima 92ª Strada Y, New York, NY. Ballerino: Erick Hawkins. Musica di Lou Harrison
- Here and Now, with watchers (1957) anteprima Hunter (College) Playhouse, New York, NY. Ballerino: Nancy Lang, Erick Hawkins (choreographed on Eva Raining). Musica di Lucia Dlugoszewski

### 1960
- 8 clear places (1960) anteprima Hunter (College) Playhouse, New York, NY. Ballerino: Barbara Tucker, Eric Hawkins (choreographed on Eva Raining). Musica di Lucia Dlugoszewskiv
- Sudden Snake-Bird (1960) Ballerini: Bird: Erick Hawkins, Snake: Kelly Holt, Kenneth LaVrack
- Early Floating (1961) anteprima, Portland, OR. Ballerino: Kelly Holt, Kenneth LeVrack, Ruth Ravon, Erick Hawkins.  Musica di Lucia Dlugoszewski
- Spring Azure (1963) anteprima, Hunter (College) Playhouse, New York, NY. Ballerino: Kelly Holt, Albert Reid, Erick Hawkins. Musica di Lucia Dlugoszewski
- Cantilever (1963) Dedicated to American architect Frederick Kiesler anteprima, Théâtre Recamier, Théâtre des Nations Festival, Paris, France. Ballerino: Pauline DeGroot, Kelly Holt, Nancy Meehan, Erick Hawkins. Musica di Lucia Dlugoszewski
- To Everybody Out There (1964) anteprima Palmer Auditorium, American Dance Festival at Connecticut College. Ballerini: Pauline DeGroot, Kelly Holt, Nancy Meehan, Erick Hawkins, Beverly Hirschfeld, Marilyn Patton, James Tyler, Ellen Marshall.  Musica di Lucia Dlugoszewski
- Geography of Noon (1964) (excerpts on film)[7] anteprima Palmer Auditorium, American Dance Festival at Connecticut College Ballerini: Eastern Tailed Blue: Nancy Meehan; Cloudless Sulpher: James Tyler (choreographed on Kelly Holt); Spring Azure: Pauline DeGroot; Variegated Fritillary: Erick Hawkins.  Musica di Lucia Dlugoszewski
- Lords of Persia (1965) Commissioned by the American Dance Festival at Connecticut College. Ballerino: Kelly Holt, Rod Rodgers, James Tyler, Erick Hawkins. Musica di Lucia Dlugoszewski
- Naked Leopard (1965) anteprima Hunter College|Hunter (College) Playhouse, New York, NY. Ballerino: Erick Hawkins. Musica di Zoltán Kodály
- Dazzle on a Knife's Edge (1966) anteprima Hunter College|Hunter (College) Playhouse, New York, NY. Ballerino: Erick Hawkins, Beverly Hirschfeld, Kelly Hotl, Dena Madole, Barbara Roan, Rod Rogers, Penelope Shaw, James Tyler. Musica di Lucia Dlugoszewski
- Tightrope (1968) anteprima Brooklyn Academy of Music, Brooklyn, NY. Ballerini: First Everyone: Dena Madole; Second Everyone: Kelly Holt; Agnel: Robert Yohn; First Celestial: Beverly Brown; Second Celestial; Kay Gilbert; Third Celestial: Carol Ann Turoff. Musica di Lucia Dlugoszewski.
- Black Lake (1969) anteprima Theater of the Riverside Church, New York, NY. Ballerini: Beverly Brown, Kay Gilbert, Erick Hawkins, Natalie Richman, Robert Yohn, Nancy Meehan. Musica di Lucia Dlugoszewski.

### 1970
- Of Love (1971) anteprima ANTA Theatre, New York, NY. Ballerini: Beverly Brown, Carol Conway, Bill Groves, Erick Hawkins, Nada Reagan, Lillo Way, Robert Yohn. Musica di Lucia Dlugoszewski.
- Angels of the Inmost Heaven (1971) anteprima Washington D.C. Ballerini: Beverly Brown, Carol Conway, Erick Hawkins, Nada Reagan, Natalie Richman, Robert Yohn. Musica di Lucia Dlugoszewski.
- "Classic Kite Tails" (1972) anteprima Meadowbrook Festival, Detroit, MI. Ballerini: Beverly Brown, Carol Conway, Erick Hawkins, Nada Reagan, Natalie Richman, Lillo Way, Robert Yohn. Musica di David Diamond.
- Dawn Dazzled Door (1972) anteprima Meadowbrook Festival, Detroit, MI. Ballerini: Beverly Brown, Carol Conway, Erick Hawkins, Natalie Richman, Lillo Way, Robert Yohn. Musica di Toru Takemitsu.
- Greek Dreams with Flute (1973) anteprima Solomon Guggenheim Museum, New York, NY. Ballerini: Beverly Brown, Cathy Ward, Carol Conway, Nada Regan, Natalie Richman, Robert Yohn, Erick Hawkins.  Musica di Claude Debussy.
- Meditations of Orpheus (1974) anteprima Kennedy Center, Washington D.C. Ballerini: Carol Conway, Erick Hawkins, Arlene Kennedy, Alan Lynes, Nada Reagan, Natalie Richman, Kevin Tobiason, Cathy Ward. Musica di Alan Hovhaness.
- Hurrah (1975) anteprima Blossom Music Center, Cleveland, OH. Ballerini: Erick Hawkins, Victor Lucas, Alan Lynes, Kristin Peterson, Nada Reagan, Natalie Richman, Cathy Ward, Robert Yohn. Musica di Virgil Thomson.
- Death is the Hunter (1975) anteprima Carnegie Hall, New York, NY. Ballerini: Erick Hawkins, Kevin Tobiason, Alan Lynes, Nada Reagan, Natalie Richman, Cathy Ward, John Wiatt, Robert Yohn. Musica di Wallingford Riegger.
- Parson Weems and the Cherry Tree, etc. (1976) anteprima University of Massachusetts, Amherst, MA. Ballerini: Erick Hawkins, Robert Yohn, Nada Reagan, John Wiatt, Natalie Richman, Cathy Ward. Musica di Virgil Thomson.
- Plains Daybreak (1979) anteprima Cincinnati, OH. Ballerini: Erick Hawkins, Laura Pettibone, Cori Terry, Douglas Andresen, Cynthia Reynolds, Jesse Duranceau, Randy Howard, Craig Nazor, Cathy Ward. Musica di Alan Hovhaness.
- Agathlon (1979) anteprima in France. Ballerini: Douglas Andresen, Jesse Duranceau, Randy Howard, Craig Nazor, Laura Pettibone, Cynthia Reynolds, Cori Terry, Cathy Ward. Musica di Dorrance Stalvey

### 1980
- Avanti (1980) (unfinished) anteprima American Dance Festival at Duke University.  Ballerini: Douglas Andresen, Jesse Duranceau, Randy Howard, Craig Nazor, Laura Pettibone, Cynthia Reynolds, Cori Terry, Cathy Ward. Musica di Lucia Dlugoszewski
- Heyoka (1981) anteprima Alice Tully Hall, New York, NY.  Ballerini: Douglas Andresen, Jesse Duranceau, Randy Howard, Craig Nazor, Helen Pelton, Laura Pettibone, Cynthia Reynolds, Cathy Ward. Musica di Ross Lee Finney
- Summer Clouds People (1983) anteprima Joyce Theater, New York, NY.  Ballerini: Douglas Andresen, Randy Howard, Helen Pelton, Laura Pettibone, Cynthia Reynolds, Daniel Tai, Cathy Ward, Mark Wisniewski. Musica di Michio Mamiya
- Trickster Coyote (revival) (1983) anteprima Symphony Space, New York, NY.  Ballerini: Randy Howard, Laura Pettibone, Cynthia Reynolds, Daniel Tai, Mark Wisniewski. Musica di Henry Cowell
- The Joshua Tree (1984) anteprima Joyce Theater, New York, NY.  Ballerini: Erick Hawkins, Randy Howard, James Reedy, Daniel Tai, Mark Wisniewski. Musica di Ross Lee Finney
- God's Angry Man (1985) anteprima Joyce Theater, New York, NY.  Ballerini: Erick Hawkins. Musica di Charles Mills
- Today, with Dragon (1986) anteprima Alice Tully Hall, New York, NY.  Ballerini: Erick Hawkins, Randy Howard, Gloria McLean, Laura Pettibone, Cynthia Reynolds, Daniel Tai, Cathy Ward, Mark Wisniewski. Musica di Ge Gan-Ru
- Ahab (1986) (commissioned for Harvard University's 350th anniversary) anteprima Hasty Pudding Theatre, Cambridge, Massachusetts.  Ballerini: Erick Hawkins, Randy Howard, Michael Moses, James Reedy, Daniel Tai, Michael Butler. Musica di Ross Lee Finney
- God the Reveller (1987) anteprima Kennedy Center, Washington D.C. Ballerini: Katherine Duke, Randy Howard, Gloria McLean, Michael Moses, Laura Pettibone, James Reedy, Cynthis Reynolds, Sean Russo, Daniel Tai, Mariko Tanabe, Mark Wisniewski. Musica di Alan Hovhaness.
- Cantilever II (1988) anteprima Joyce Theater, New York, NY.  Ballerini: James Aarons, Brenda Connors, Katherine Duke, Randy Howard, Gloria McLean, Michael Moses, Laura Pettibone, James Reedy, Cynthia Reynolds, Sean Russo, Daniel Tai, Mariko Tanabe. Musica di Lucia Dlugoszewski
- New Moon (1989) anteprima Joyce Theater, New York, NY.  Ballerini: Douglas Andresen, Renata Celichowska, Brenda Connors, Katherine Duke, Gloria McLean, Michael Moses, Laura Pettibone, Christopher Potts, Cynthia Reynolds, Frank Roth, Sean Russo, Catherine Tharin. Musica di Lou Harrison

### 1990
- Killer of Enemies: The Divine Hero (1991) anteprima Joyce Theater, New York, NY.  Ballerini: Erick Hawkins, James Aarons, Douglas Andresen, Brenda Connors, Renata Celichowska, Katherine Duke, Randy Howard, Othello Jones, Gloria McLean, Joseph Mills, Michael Moses, Kathy Ortiz, Laura Pettibone, James Reedy, Cynthia Reynolds, Catherine Tharin.  Musica di Alan Hovhaness
- Intensities of Wind & Space (1991) anteprima Joyce Theater, New York, NY.  Ballerini: Douglas Andresen, Othello Jones, Gloria McLean, Joseph Mills, Michael Moses, Laura Pettibone, Cynthia Reynolds, Frank Roth, Catherine Tharin.  Musica di Katsuhisa Hattori
- Each Time You Carry Me This Way (1993) anteprima Joyce Theater, New York, NY.  Ballerini: Coleen McIntosh Blacklock, Othello Jones, Joseph McClintock, Joy McEwen, Gloria McLean, Tim McMinn, Joseph Mills, Kathy Ortiz, Christopher Potts, Brian Simmerson, Mariko Tanabe, Catherine Tharin.  Musica di Lucia Dlugoszewski
- Many Thanks (1994) anteprima Joyce Theater, New York, NY.  Ballerini: Joy McEwen, Coleen McIntosh Blacklock, Joseph Mills, Michael Moses, Kathy Ortiz, Christopher Potts, Brian Simmerson, Mariko Tanabe, Catherine Tharin.  Musica di Lucia Dlugoszewski

## Premi e morte
Nel 1988, Hawkins ricevette il premio Scripps all'American Dance Festival. Il 14 ottobre 1994, un mese prima della sua morte, gli fu consegnata la National Medal of Arts dal presidente Bill Clinton. Hawkins morì al Lenox Hill Hospital di Manhattan nel novembre 1994. Gli sopravvisse la moglie e una sorella, Murial Wright Davis.